# Graphania mitis
Graphania mitis là một loài bướm đêm trong họ Noctuidae.